# Sainte-Léocadie
Sainte-Léocadie település Franciaországban, Pyrénées-Orientales megyében. Lakosainak száma 140 fő (2022. január 1.). Sainte-Léocadie Llívia, Saillagouse, Err, Osséja, Nahuja és Bourg-Madame községekkel határos.

## Népesség
A település népessége az elmúlt években az alábbi módon változott:
| Lakosok száma | 141  | 137  | 133  | 127  | 122  | 122  | 122  | 123  | 140  |
|               | 2013 | 2015 | 2016 | 2017 | 2018 | 2019 | 2020 | 2021 | 2022 |